# Virodaya Cinkaiariyan
Virodaya Cinkaiariyan (tàmil: வீரோதய சிங்கையாரியன்) fou un rei de la dinastia Aryacakravarti que va governar el regne de Jaffna al nord de la moderna Sri Lanka, de vers el 1371 al 1394.
El escriptor i historiador tàmil C. Rasanayagam va calcular el regnat de Virodaya Cinkaiariyan entre 1371 i 1394 mentre Swamy Gnanapirakasar el va calcular entre 1344 i 1380. Durant el seu regnat, el cap vanni Vanniar va incitar als singalesos a la rebel·lió, però aquesta fou supprimida i Virodaya va actuar llavors contra Vanniar.
El va succeir el seu fill Jeyaveera Cinkaiariyan.